# Was kommt vor im Ofenrohr?
Was kommt vor im Ofenrohr? ist eine zweiteilige Marionetten-Produktion der Augsburger Puppenkiste, welche 1990 unter der Regie von Joseph „Sepp“ Strubel in Zusammenarbeit mit dem Hessischen Rundfunk entstand. Erdacht wurde die Geschichte von Anja Goller. Die zwei Episoden liefen erstmals im Jahr 1991 im Fernsehen.

## Handlung

### 01 Lirumlarum
In einem alten Leuchtturm, mitten auf dem Meer, lebt der uralte Zauberer Irenäus Meier mit seinen beiden eigenwilligen Zauberlehrlingen: Lirum, dem Punker und Draufgänger, und Larum, dem romantischen Dichter. Da die zwei jungen Männer unterschiedlicher nicht sein können, kommt es zwischen ihnen regelmäßig zu lautstarken Auseinandersetzungen. Meier, der seit geraumer Zeit damit beschäftigt ist seine Memoiren zu schreiben und dabei absolute Ruhe benötigt, reißt schließlich der Geduldsfaden. In einem handfesten Wutanfall zaubert er seine streitlustigen Lehrlinge kurzerhand, an drei Rettungsringe gefesselt, ins Meer, wo sie ihn nicht mehr stören können. Schnell bereut er jedoch seine Kurzschlusshandlung und will versuchen die beiden zurückzuholen, doch das ist nur möglich, wenn sie sich nicht mehr streiten. So bleibt Meier nichts anderes übrig, als tatenlos mit anzusehen, was seine Schützlinge im Meer erleben. Dies tut er mit Hilfe eines wundertätigen Ofenrohrs, das ihm alle Geschehnisse rund um seinen Leuchtturm zeigen kann. Lirum und Larum machen in der Zwischenzeit Bekanntschaft mit dem lustigen Oktopus Kling-Klong, der sie zum Wrack der Santa Esmeralda della molesta nella Cucaracha einlädt, auf dem König Basta über die Nixen und Wassermänner regiert. Dort angekommen werden die beiden Zauberlehrlinge sofort eingesperrt, weil Basta sie für Spione seines Erzfeindes, der Riesenkrake Bolko, hält. Diese taucht auch kurz darauf tatsächlich bei der Santa Esmeralda auf und versucht Basta zu beseitigen. Doch zum Glück können Lirum und Larum den Anschlag vereiteln, woraufhin sie begnadigt werden. Unterdessen wird Kling-Klong, der sich auf der Suche nach der trotzigen Tochter des Königs, Prinzessin Ichnicht, befindet von Bolko festgenommen. 

### 02 Ichnicht und Ichschon
Prinzessin Ichnicht, die von zu Hause ausgerissen ist, um einer Heirat zu entgehen, beobachtet heimlich einen jungen Wassermann, der auf einer untergegangenen Sportyacht lebt, und verliebt sich Hals über Kopf in ihn. Aufgeregt kehrt sie zu ihren Eltern zurück und erklärt, das sie nun doch heiraten will. König Basta ist allerdings die Launen seiner Tochter leid und will sie nicht an einen einfachen Wassermann geben. Deshalb lässt er sie einsperren und seinen persönlich ausgewählten Heiratskandidaten, den Prinzen Ichschon, herbeirufen. Dieser macht sich auch gleich auf dem Weg zu seiner Braut, wird jedoch unterwegs von der Riesenkrake Bolko in eine Falle gelockt, überfallen und entführt. Mit Hilfe seiner Diener Grantler und Panoptikus bringt Bolko kurze Zeit später auch Prinzessin Ichnicht in seine Gewalt und will König Basta mit ihrer Freilassung erpressen. In Bolkos Gefängnis trifft Ichnicht schließlich Kling-Klong und ihren Auserwählten wieder, der sich nun als Prinz herausstellt. Lirum und Larum, die das gesamte Geschehen rund um die Königsfamilie beobachtet haben, wollen Bolkos Geiseln befreien und wenden einen gemeinsamen Zauberspruch an, durch den sie einen ihrer fesselnden Rettungsringe verlieren. Nachdem Ichnicht, Ichschon und Kling-Klong befreit worden, tobt Bolko vor Zorn und will das ganze Meer mit seiner Tinte zuspritzen. Daraufhin wenden Lirum und Larum einen zweiten Zauberspruch an, der Bolko außer Gefecht setzt und die beiden Zauberlehrlinge von einem weiteren Ring befreit. Als letzte gemeinsame Tat zaubern Lirum und Larum dem Brautpaar noch eine riesige Hochzeitstorte vor ihr Schiff und verlassen daraufhin das Meer. Endlich ist der Bann gebrochen und sie können zu ihrem alten Meister zurückkehren. Auch dieser ist glücklich seine beiden Jungs wieder bei sich zu haben, doch wirklich in Ruhe arbeiten, wird er in ihrer Gesellschaft wohl niemals können.

## Synchronisation
| Figur                  | Beschreibung                                   | Sprecher         |
| ---------------------- | ---------------------------------------------- | ---------------- |
| Irenäus Meier          | Zaubermeister                                  | Herbert Meyer    |
| Lirum                  | Zauberlehrling und Punker                      | Michael Hiller   |
| Larum                  | Zauberlehrling und Dichter                     | Ralf Grobel      |
| Kling-Klong            | Octopus und Hofnarr                            | Arno Bergler     |
| König Basta            | Herrscher über Nixen und Wassermänner          | Helmut Graml     |
| Königin Solala         | Gemahlin von König Basta                       | Eva Maria Keller |
| Bert                   | Zahnloser Haifisch und Berater von König Basta | Sepp Strubel     |
| Prinzessin Ichnicht    | Tochter von König Basta                        | Klara Andrä      |
| Prinz Ichschon         | Bräutigam von Prinzessin Ichnicht              | Timothy Peach    |
| Bolko Bororirarowitsch | Riesenkrake und Feind von König Basta          | Sepp Wäsche      |
| Panoptikus             | Kugelfisch und Spion von Bolko                 | Dieter Goertz    |
| Grantler               | Sägefisch und Diener von Bolko                 | Wolfram Kunkel   |